# Wilhelm Bröker

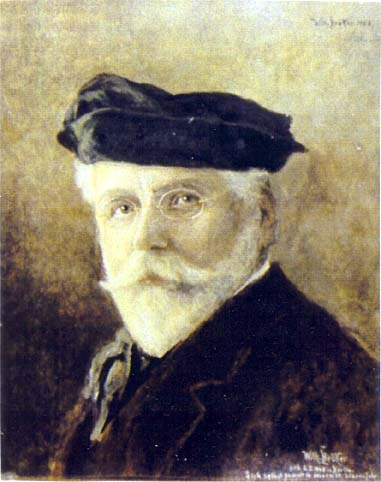
Selbstporträt Wilhelm Bröker 1908

Wilhelm Bröker (* 6. Februar 1848 in Berlin; † 25. Juli 1933 in Bad Kösen) war ein deutscher Landschaftsmaler und Zeichner.

## Leben
Bröker kam über den Holzschnitt, den er bei Moritz Müller in Berlin studierte, und die Lithografie um 1880 verstärkt zur Malerei. Als Landschaftsmaler malte er detaillierte Stimmungslandschaften in Öl, Pastell, Kohle und Kreide, die stilistisch der Paysage intime zugeordnet werden. Daneben schuf er auch Radierungen solcher Motive. Bröker war ab 1870 auf den Ausstellungen der Berliner Akademie vertreten und war Mitglied im Verein Berliner Künstler. Ab 1907 war Bröker in Kösen ansässig.
Werke Brökers befinden sich in der Berliner Nationalgalerie, im Kupferstichkabinett Berlin, im Von der Heydt-Museum in Wuppertal, im Nissenhaus Husum und im Museum Romanisches Haus Bad Kösen, das über eine Sammlung seiner Werke verfügt.
Am 4. November 2018 wurde eine Folge der Sendung Lieb & Teuer des NDR ausgestrahlt, die von Janin Ullmann moderiert wurde und zum größten Teil im Schloss Reinbek gedreht wurde. Darin wurde mit der Gemälde-Expertin Ariane Skora zwei kleinformatige Landschaftsbilder von Bröker mit dem Titel Am Abend und An der Waldhütte aus dem Jahre 1891 besprochen. Beide Bilder hatten gleiche Rahmen. Auf früheren Auktionen wurden kleinformatige Bilder von ihm versteigert, die ebenfalls die gleichen Rahmen (wie die in der Sendung) hatten.